# Xacobeo Galicia
El Xacobeo Galicia va ser un equip ciclista professional espanyol que competí entre el 2007 i 2010. L'equip tenia la categoria d'equip professional continental, per la qual cosa participava en les curses dels Circuits continentals, principalment l'UCI Europa Tour, però també en les curses de categoria Mundial a les quals era convidat.
L'equip es va crear el 2007 amb l'impuls de la Xunta de Galicia i l'ajuda econòmica de l'exfutbolista Valeri Karpin.

## Palmarès

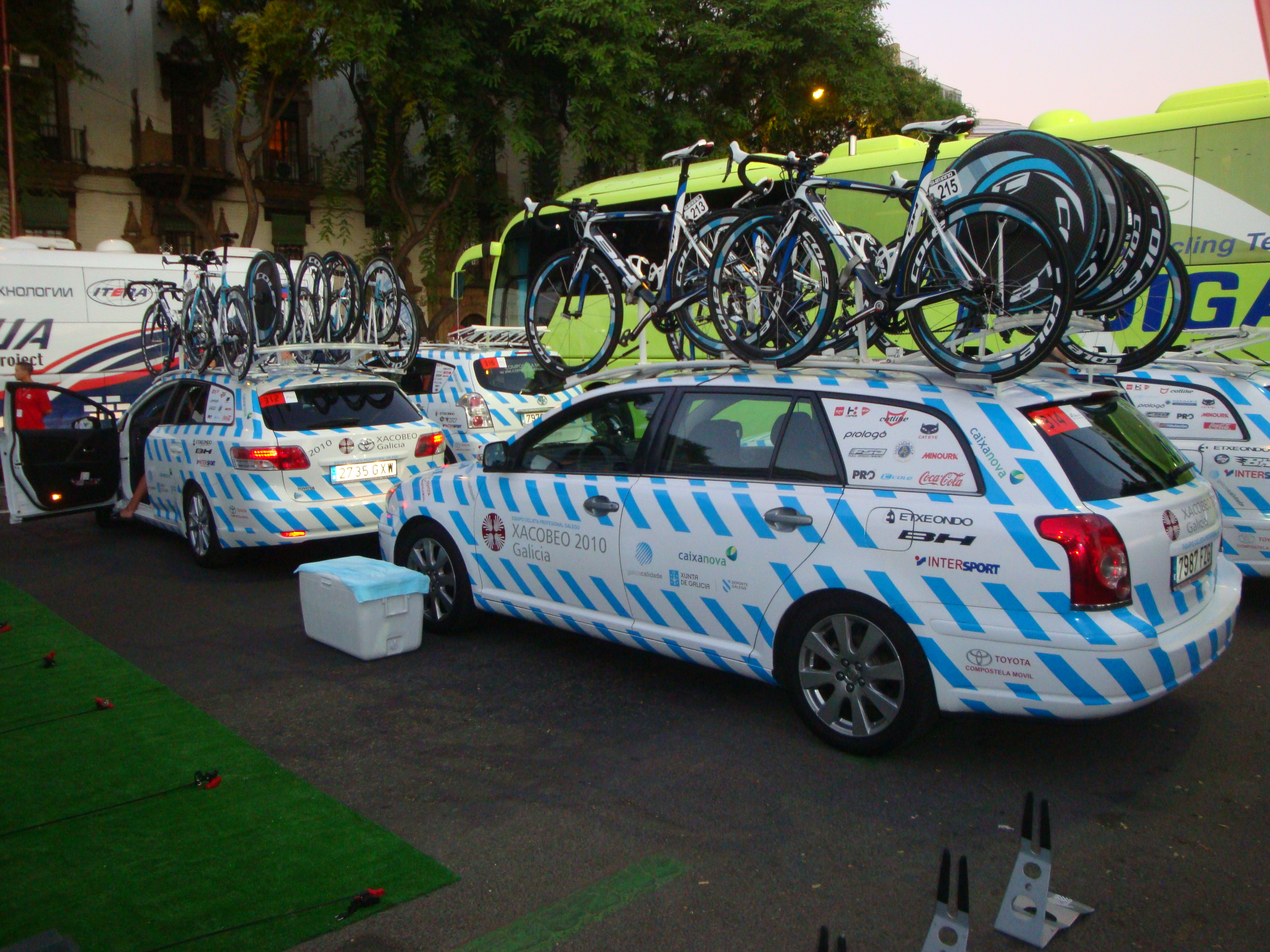
Vehicles d'assistència

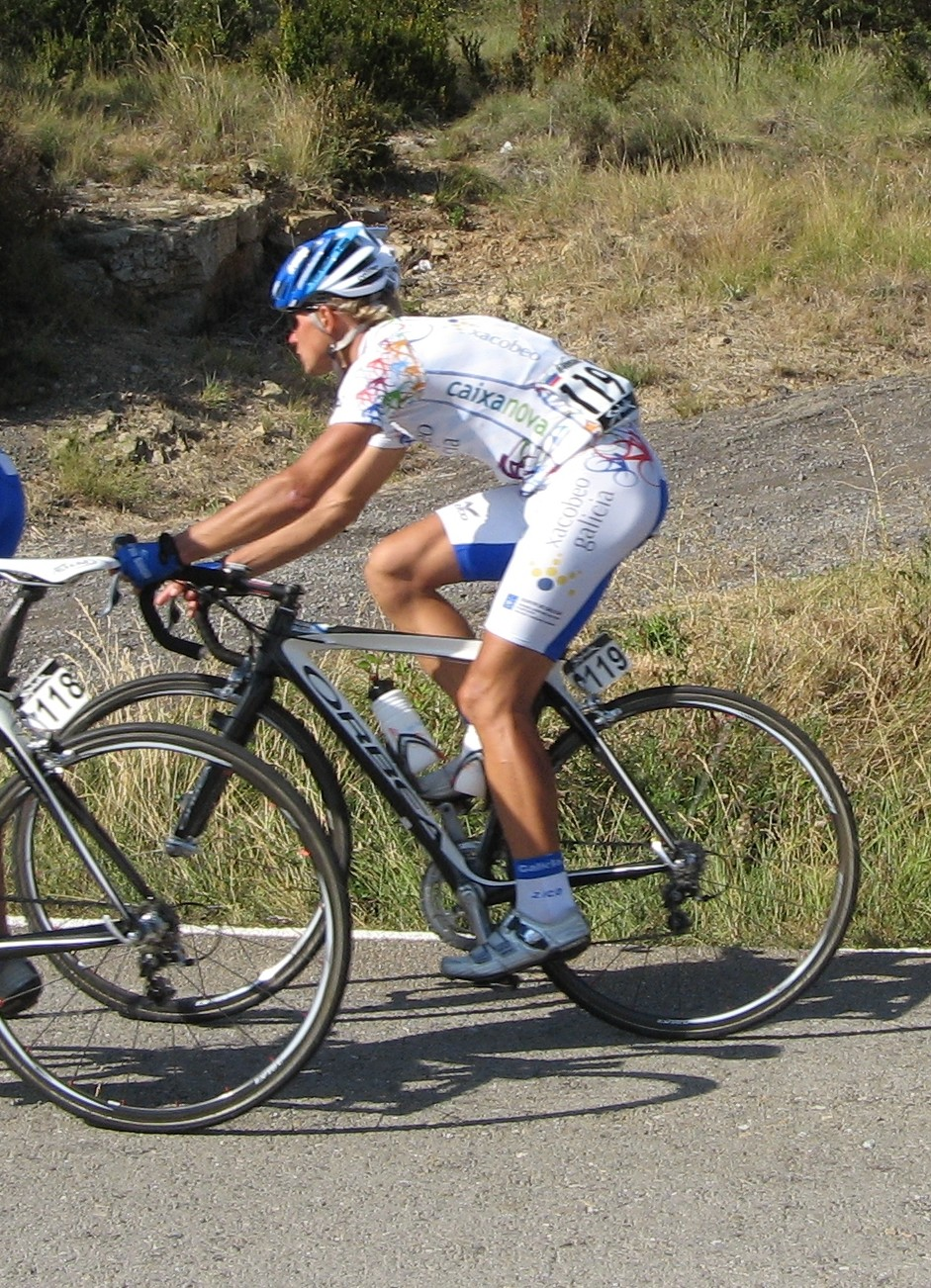
Eduard Vorgànov a la Volta a Espanya de 2008

### Principals triomfs
- 2007
  - 2 etapes a la Volta a Portugal (Eladio Jiménez
- 2008
  - Volta a Catalunya (Gustavo César Veloso)
  - Una etapa a la Volta a Espanya (David García Dapena)
  - 1 etapa a la Volta al País Basc (David Herrero)
  - Volta a Turquia (David García Dapena)
  - Clàssica d'Alcobendas i una etapa (Ezequiel Mosquera)
- 2009
  - Una etapa a la Volta a Espanya (Gustavo César Veloso)
  - Volta a La Rioja (David García Dapena)
  - Una etapa a la Volta a Burgos (Ezequiel Mosquera)
- 2010
  - Una etapa a la Volta a Espanya (Ezequiel Mosquera)
  - Circuit de Getxo (Francisco José Pacheco)

### Grans Voltes
- Volta a Espanya
  - 4 participacions (2007, 2008, 2009, 2010)
  - 3 victòries d'etapa
    - 1 el 2008: David García Dapena
    - 1 el 2009: Gustavo César Veloso
    - 1 el 2010: Ezequiel Mosquera

  - 1 Classificacions Secundàries
    - Classificació per equips: (2009)
- Giro d'Itàlia
  - 1 participacions (2009)

## Classificacions UCI
L'equip participa en les proves dels circuits continentals, en particular de l'UCI Europa Tour.
UCI Amèrica Tour
| Temporada | Classificació per equips | Millor ciclista en la classificació individual |
| --------- | ------------------------ | ---------------------------------------------- |
| 2009      | 34è                      | Carlos Castaño (243è)                          |
| 2010      | 23è                      | Francisco José Pacheco (222è)                  |

UCI Àsia Tour
| Temporada | Classificació per equips | Millor ciclista en la classificació individual |
| --------- | ------------------------ | ---------------------------------------------- |
| 2008      | 27è                      | Gustavo César Veloso (43è)                     |

UCI Europa Tour
| Temporada | Classificació per equips | Millor ciclista en la classificació individual |
| --------- | ------------------------ | ---------------------------------------------- |
| 2007      | 25è                      | Eladio Jiménez (19è)                           |
| 2008      | 40è                      | Ezequiel Mosquera (93è)                        |
| 2009      | 41è                      | David García Dapena (105è)                     |
| 2010      | 24è                      | Ezequiel Mosquera (60è)                        |

UCI Oceania Tour
| Temporada | Classificació per equips | Millor ciclista en la classificació individual |
| --------- | ------------------------ | ---------------------------------------------- |
| 2010      | 24è                      | Nélson Oliveira (55è)                          |

El 2009 la classificació del ProTour és substituïda pel Calendari mundial UCI que integra equips ProTour i equips continentals professionals
| Temporada | Classificació per equips | Millor ciclista en la classificació individual |
| --------- | ------------------------ | ---------------------------------------------- |
| 2009      | 22è                      | Ezequiel Mosquera (52è)                        |
| 2010      | 21è                      | Ezequiel Mosquera (31è)                        |